# Новое Самылово
Новое Самылово — деревня в Солигаличском муниципальном округе Костромской области. Входит в состав Лосевского сельского поселения

## География
Находится в северо-западной части Костромской области на расстоянии приблизительно 17 км на юг-юго-восток по прямой от города Солигалич, административного центра района на правом берегу реки Вёкса.

## История
Деревня была отмечена еще на карте 1840 года. В 1872 году здесь было отмечено 30 дворов, в 1907 году—34.

## Население
Постоянное население составляло 146 человек, 159 (1897), 181 (1907), 49 в 2002 году (русские 100 %), 37 в 2022.